# شیوجیری، ناگانو
شیوجیری در استان ناگانو در کشور ژاپن واقع شده‌است  که دارای جمعیت ۶۷٬۷۸۱ نفر و مساحت ۲۹۰٫۱۳ کیلومتر مربع با تراکم جمعیت ۲۳۴  نفر در کیلومترمربع است و در تاریخ ۱ آوریل ۱۹۵۹ به عنوان شهر شناخته شد.